# Championnat de Guadeloupe de football 2021-2022
Navigation
Édition précédente Édition suivante
La saison 2021-2022 du championnat de Guadeloupe de football de Régionale 1 met aux prises vingt clubs pour le titre de champion de Guadeloupe de football. Une nouvelle fois, les questions sanitaires s'invitent dans l'organisation de la compétition avec la menace constante du couvre-feu début 2022 alors que les protestations sociales repoussent le début du calendrier au 7 janvier 2022.
Au terme du championnat, la Solidarité scolaire de Baie-Mahault remporte le sixième titre de son histoire — le premier depuis 1993 — après sa victoire en finale aux tirs au but face à la La Gauloise de Basse-Terre. Cinq formations sont reléguées et seulement trois sont promues afin de réduire le nombre d'équipes dans l'élite à dix-huit pour la saison 2022-2023.

## Contexte
À la suite de la décision du gouvernement français d'instaurer une obligation vaccinale pour les soignants ainsi que le passe sanitaire dans plusieurs lieux publics, débutent des actes de vandalisme, une grève générale et des manifestations d'abord en Guadeloupe et ensuite en Martinique.
Ceci empêche le début des activités habituellement programmé pour août ou septembre. Avec les enjeux entourant la mise en place du couvre-feu à 20h, les rencontres sont jouées à 15h30 ou parfois en matinée afin de permettre aux équipes de retrouver leur domicile.

## Format
Le format est le suivant :
- Vingt équipes réparties en deux groupes de dix équipes qui s'affrontent en deux phases sous un format aller-retour ;
- Les deux premiers de chaque groupe de la première phase se qualifient pour les demi-finales.
- Les équipes classées 8e et 9e de leur poule participent à des barrages pour le maintien en Régionale 1. Cette phase se joue sous la forme d'un mini-tournoi à élimination directe avec demi-finales et finale. Seul le vainqueur de la finale obtient son maintien pour la prochaine saison de R1, les trois autres équipes étant reléguées.
- Les deux équipes les moins bien classées (10e de chaque groupe) sont reléguées en Régionale 2.
- Trois équipes de Régionale 2 accèdent à la Régionale 1 pour la saison 2022-2023 tandis que cinq sont reléguées afin de réduire le nombre d'équipes dans l'élite à dix-huit.

## Participants
Un total de vingt équipes participent au championnat, seize d'entre elles étant déjà présentes la saison précédente, auxquelles s'ajoutent quatre promus de Régionale 2 que sont l'ASC Siroco Les Abymes, l'L'Étoile de Morne-à-l'Eau, le CA Marquisat et le SC Baie-Mahault qui remplacent l'AS Dynamo et le Club Sport de Saint-François, relégués à l'issue de l'édition précédente.
| \| Gosier Sainte-Rose Marie-Galante Vieux-Habitants SSBM SCBM USBM Phare Arsenal RC Basse-Terre La Gauloise Lamentin Red Star CS Moulien Sainte-Anne CERFA, Évolution, Siroco Morne-à-l'Eau Marquisat \| Localisation des équipes engagées. |
| Gosier Sainte-Rose Marie-Galante Vieux-Habitants SSBM SCBM USBM Phare Arsenal RC Basse-Terre La Gauloise Lamentin Red Star CS Moulien Sainte-Anne CERFA, Évolution, Siroco Morne-à-l'Eau Marquisat                                          |

Légende des couleurs
- Champion
- Promu de Régionale 2

| Club                                | Classement 2020-2021 | Stade                                   | Ville                       |
| ----------------------------------- | -------------------- | --------------------------------------- | --------------------------- |
| AS Gosier                           | Champion             | Stade Roger-Zami                        | Le Gosier                   |
| Jeunesse Évolution                  | 2e Haute             | Stade René-Serge-Nabajoth               | Les Abymes                  |
| Phare du Canal                      | 3e Haute             | Stade Cyrano-Arrendel                   | Petit-Canal                 |
| CS Moulien                          | 4e Haute             | Stade Jacques-Ponrémy                   | Le Moule                    |
| Juventus de Sainte-Anne             | 5e Haute             | Stade Valette                           | Sainte-Anne                 |
| Red Star de Pointe-à-Pitre          | 6e Haute             | Stade René-Serge-Nabajoth               | Pointe-à-Pitre              |
| Solidarité scolaire de Baie-Mahault | 7e Haute             | Stade Fiesque-Duchesne                  | Baie-Mahault                |
| Unité sainte rosienne               | 8e Haute             | Stade municipal                         | Sainte-Rose                 |
| La Gauloise de Basse-Terre          | 1er Basse            | Stade Louis-André                       | Basse-Terre                 |
| Arsenal Club                        | 2e Basse             | Stade René-Serge-Nabajoth               | Petit-Bourg                 |
| RC Basse-Terre                      | 3e Basse             | Stade Saint-Claude                      | Basse-Terre                 |
| Stade lamentinois                   | 4e Basse             | Stade Germain-Barbier                   | Lamentin                    |
| US Baie-Mahault                     | 5e Basse             | Stade Fiesque-Duchesne                  | Baie-Mahault                |
| JS Vieux-Habitants                  | 6e Basse             | Stade municipal                         | Vieux-Habitants             |
| Amical Club de Marie-Galante        | 7e Basse             | Stade José-Bade                         | Capesterre-de-Marie-Galante |
| CERFA FC                            | 9e Basse             | Stade René-Serge-Nabajoth               | Les Abymes                  |
| ASC Siroco Les Abymes               | Régionale 2          | Stade René-Serge-Nabajoth               | Les Abymes                  |
| L'Étoile de Morne-à-l'Eau           | Régionale 2          | Stade Pierre-Monnerville                | Morne-à-l'Eau               |
| CA Marquisat                        | Régionale 2          | Stade municipal de Capesterre-Belle-Eau | Capesterre-Belle-Eau        |
| SC Baie-Mahault                     | Régionale 2          | Stade Claude-Virapin-Calvaire           | Baie-Mahault                |

## Compétition

### Saison régulière
Les classements sont basés sur le barème de points suivant (victoire à 4 points, match nul à 2, défaite à 1).
Le départage final se fait selon les critères suivants :
- Le nombre de points.
- La différence de buts générale.
- Le nombre de buts marqués.

| Rang | Équipe                       | Pts | J  | G  | N | P  | Bp | Bc | Diff |
| ---- | ---------------------------- | --- | -- | -- | - | -- | -- | -- | ---- |
| 1    | La Gauloise de Basse-Terre   | 53  | 18 | 11 | 2 | 5  | 31 | 17 | +14  |
| 2    | Phare du Canal               | 52  | 18 | 10 | 4 | 4  | 36 | 15 | +21  |
| 3    | L'Étoile de Morne-à-l'Eau P  | 50  | 18 | 9  | 5 | 4  | 27 | 19 | +8   |
| 4    | Jeunesse Évolution           | 49  | 18 | 8  | 7 | 3  | 22 | 12 | +10  |
| 5    | Stade lamentinois            | 43  | 18 | 7  | 4 | 7  | 25 | 30 | -5   |
| 6    | Red Star de Pointe-à-Pitre   | 41  | 18 | 7  | 2 | 9  | 22 | 32 | -10  |
| 7    | Juventus de Sainte-Anne      | 38  | 18 | 6  | 3 | 9  | 15 | 23 | -8   |
| 8    | SC Baie-Mahault P            | 37  | 18 | 5  | 4 | 9  | 22 | 32 | -10  |
| 9    | Amical Club de Marie-Galante | 36  | 18 | 4  | 6 | 8  | 14 | 21 | -7   |
| 10   | Arsenal Club                 | 29  | 18 | 2  | 5 | 11 | 15 | 28 | -13  |

| Rang | Équipe                              | Pts | J  | G  | N | P  | Bp | Bc | Diff |
| ---- | ----------------------------------- | --- | -- | -- | - | -- | -- | -- | ---- |
| 1    | Solidarité scolaire de Baie-Mahault | 60  | 18 | 13 | 3 | 2  | 48 | 11 | +37  |
| 2    | AS Gosier T                         | 57  | 18 | 11 | 6 | 1  | 45 | 11 | +34  |
| 3    | CS Moulien                          | 57  | 18 | 11 | 6 | 1  | 42 | 13 | +29  |
| 4    | US Baie-Mahault                     | 51  | 18 | 10 | 3 | 5  | 33 | 26 | +7   |
| 5    | ASC Siroco Les Abymes P             | 44  | 18 | 8  | 2 | 8  | 29 | 29 | 0    |
| 6    | JS Vieux-Habitants                  | 41  | 18 | 6  | 5 | 7  | 29 | 27 | +2   |
| 7    | CERFA FC                            | 40  | 18 | 6  | 4 | 8  | 28 | 35 | -7   |
| 8    | CA Marquisat P                      | 31  | 18 | 3  | 4 | 11 | 33 | 55 | -22  |
| 9    | Unité sainte rosienne               | 28  | 18 | 3  | 2 | 13 | 10 | 50 | -40  |
| 10   | RC Basse-Terre                      | 20  | 18 | 1  | 1 | 16 | 10 | 50 | -40  |

- Qualification pour les demi-finales
- Barrage de maintien
- Relégation en Régionale 2

T : Tenant du titre

P : Promu de Régionale 2

### Phase finale
Le tableau suivant présente la phase finale afin de déterminer le champion de Guadeloupe.
|  | Demi-finales                           | Demi-finales                           | Demi-finales                           | Demi-finales                           |                               |                               | Finale | Finale | Finale | Finale |
|  |                                        |                                        |                                        |                                        |                               |                               |        |        |        |        |
|  |                                        |                                        |                                        |                                        |                               |                               |        |        |        |        |
|  | 1A La Gauloise de Basse-Terre          | 1A La Gauloise de Basse-Terre          | 1                                      | 3                                      |                               |                               |        |        |        |        |
|  | 1A La Gauloise de Basse-Terre          | 1A La Gauloise de Basse-Terre          | 1                                      | 3                                      |                               |                               |        |        |        |        |
|  | 2B AS Gosier                           | 2B AS Gosier                           | 2                                      | 1                                      |                               |                               |        |        |        |        |
|  | 2B AS Gosier                           | 2B AS Gosier                           | 2                                      | 1                                      | 1A La Gauloise de Basse-Terre | 1A La Gauloise de Basse-Terre | 1 (4)  | 1 (4)  |        |        |
|  |                                        |                                        |                                        |                                        | 1A La Gauloise de Basse-Terre | 1A La Gauloise de Basse-Terre | 1 (4)  | 1 (4)  |        |        |
|  |                                        |                                        | 1B Solidarité scolaire de Baie-Mahault | 1B Solidarité scolaire de Baie-Mahault | 1 (5)                         | 1 (5)                         |        |        |        |        |
|  | 1B Solidarité scolaire de Baie-Mahault | 1B Solidarité scolaire de Baie-Mahault | 1B Solidarité scolaire de Baie-Mahault | 1B Solidarité scolaire de Baie-Mahault | 1 (5)                         | 1 (5)                         | 1      | 2      |        |        |
|  | 1B Solidarité scolaire de Baie-Mahault | 1B Solidarité scolaire de Baie-Mahault |                                        |                                        |                               |                               |        | 2      |        |        |
|  | 2A Phare du Canal                      | 2A Phare du Canal                      | 1                                      | 0                                      |                               |                               |        |        |        |        |
|  | 2A Phare du Canal                      | 2A Phare du Canal                      | 1                                      | 0                                      | Match pour la troisième place |                               |        |        |        |        |
|  |                                        |                                        |                                        |                                        |                               |                               |        |        |        |        |
|  |                                        |                                        |                                        |                                        |                               |                               |        |        |        |        |
|  | 2B AS Gosier                           | 2B AS Gosier                           | 1                                      | 1                                      |                               |                               |        |        |        |        |
|  | 2B AS Gosier                           | 2B AS Gosier                           | 1                                      | 1                                      |                               |                               |        |        |        |        |
|  | 2A Phare du Canal                      | 2A Phare du Canal                      | 2                                      | 2                                      |                               |                               |        |        |        |        |
|  | 2A Phare du Canal                      | 2A Phare du Canal                      | 2                                      | 2                                      |                               |                               |        |        |        |        |

### Barrages de maintien
Le tableau suivant présente les barrages de maintien afin de déterminer quelles formations seront reléguées en Régionale 2.
À l'issue du mini-tournoi, le CA Marquisat, l'Unité sainte rosienne et l'Amical Club de Marie-Galante sont relégués en Régionale 2 tandis que le SC Baie-Mahault se maintient en Régionale 1.
|  | Demi-finales                    | Demi-finales                    | Demi-finales       | Demi-finales       |                                 |                                 | Finale | Finale | Finale | Finale |
|  |                                 |                                 |                    |                    |                                 |                                 |        |        |        |        |
|  |                                 |                                 |                    |                    |                                 |                                 |        |        |        |        |
|  | 8B CA Marquisat                 | 8B CA Marquisat                 | 0                  | 1                  |                                 |                                 |        |        |        |        |
|  | 8B CA Marquisat                 | 8B CA Marquisat                 | 0                  | 1                  |                                 |                                 |        |        |        |        |
|  | 9A Amical Club de Marie-Galante | 9A Amical Club de Marie-Galante | 4                  | 3                  |                                 |                                 |        |        |        |        |
|  | 9A Amical Club de Marie-Galante | 9A Amical Club de Marie-Galante | 4                  | 3                  | 9A Amical Club de Marie-Galante | 9A Amical Club de Marie-Galante | 0      | 0      |        |        |
|  |                                 |                                 |                    |                    | 9A Amical Club de Marie-Galante | 9A Amical Club de Marie-Galante | 0      | 0      |        |        |
|  |                                 |                                 | 8A SC Baie-Mahault | 8A SC Baie-Mahault | 1                               | 1                               |        |        |        |        |
|  | 8A SC Baie-Mahault              | 8A SC Baie-Mahault              | 8A SC Baie-Mahault | 8A SC Baie-Mahault | 1                               | 1                               | 1      | 2      |        |        |
|  | 8A SC Baie-Mahault              | 8A SC Baie-Mahault              |                    |                    |                                 |                                 |        | 2      |        |        |
|  | 9B Unité sainte rosienne        | 9B Unité sainte rosienne        | 1                  | 1                  |                                 |                                 |        |        |        |        |
|  | 9B Unité sainte rosienne        | 9B Unité sainte rosienne        | 1                  | 1                  |                                 |                                 |        |        |        |        |

## Bilan du tournoi
| Championnat de Guadeloupe de football 2021-2022 |                                                |
| Champion                                        | Solidarité scolaire de Baie-Mahault (6e titre) |
| Dauphin                                         | La Gauloise de Basse-Terre                     |
| Qualifications continentales                    |                                                |
| Aucune                                          | Aucun inscrit                                  |
| Promotions et relégations                       |                                                |
| Promus en Régionale 1                           | AS Dynamo Le Moule                             |
| Promus en Régionale 1                           | Club sportif capesterrien Belle-Eau            |
| Promus en Régionale 1                           | Association omnisports gourbeyrienne           |
| Relégués en Régionale 2                         | Arsenal Club                                   |
| Relégués en Régionale 2                         | RC Basse-Terre                                 |
| Relégués en Régionale 2                         | CA Marquisat                                   |
| Relégués en Régionale 2                         | Unité sainte rosienne                          |
| Relégués en Régionale 2                         | Amical Club de Marie-Galante                   |